# El pecado de una madre
El pecado de una madre es una película mexicana filmada en 1962 y dirigida por Alfonso Corona Blake, protagonizada por Libertad Lamarque y Dolores del Río.

## Argumento
Una película altamente dramática en donde dos mujeres tendrán que decidir entre el amor de un hombre o el amor de un hijo. Esta película trata la historia de dos mujeres enamoradas del mismo hombre, la tragedia empieza cuando al morir en un terrible accidente la madre y el padre dejan huérfano a un hijo al cual la segunda mujer recoge y cría como si fuera de ella. Un día la madre que no murió regresa a reclamar a su hijo.

## Elenco
- Libertad Lamarque - Ana María
- Dolores del Río - Gabriela del Valle
- Pedro Geraldo - Gustavo del Valle, hijo
- Enrique Rambal - Gustavo del Valle, padre
- Tere Velázquez - Novia de Gustavo
- Luis Manuel Pelayo - Doctor
- Alejandra Meyer